# سفونينة
السفونينة (الاسم العلمي: Andropogoninae) هي عمارة من النباتات تتبع فصيلة النجيلية من رتبة القبئيات.

## أجناس
- السفون.
- الأبلودة.